# Одетта (фильм, 1916)
«Одетт» («Одетта») (итал. Odette, 1916) — итальянский художественный фильм Джузепе де Лигуоро. В России фильм шёл также под названием «Морфинистка». Премьера состоялась 10 января 1916 года. Согласно Ж. Садулю, фильм представлял собой типичный пример итальянской мелодрамы. А Б. Лихачёв называл фильм «вершиной подлинного киноискусства» и писал, что он был самым популярным в России после «Бездны» (1910).

## Сюжет
Счастливо протекает жизнь графини де Одетт в её роскошном доме рядом с мужем и любимой дочкой. Случайно графа вызвали по делу и графиня с дочерью прощаются с ним, прося скорее вернуться. Но графиня Одетт не может оставаться верной своему долгу и после отъезда мужа она назначает свидание своему любовнику в театре, откуда возвращается в сопровождении друзей дома и незаметно от других отдаёт ему ключ от потайной двери. Но совершенно неожиданно возвращается муж, и ему раскрывается тайна его жены. Он не прощает ей измены и заставляет её покинуть дом её. Прошло 15 лет. Графиня, ведя беспутный образ жизни и страдая от разлуки с дочерью, поддерживает своё состояние исключительно морфием. Граф посвятил свою жизнь дочери, которая считает свою мать утонувшей в море. Наступает время помолвки, и они приезжают со своими друзьями в Ниццу и во время карнавала происходит встреча матери и дочери. Не расставаясь с мыслью увидеть её ещё раз, графиня принимает все меры, чтобы с ней повидаться. Ей это удаётся с условием, чтобы она ей не открывалась, но тут сказывается сердце матери. Не будучи в состоянии перенести разлуку с дочерью, она бросается в море.

## Интересные факты
- Шведская версия фильма на 215 метров длиннее итальянской.
- Франческа Бертини исполняла роль Одетты в трёх версиях фильма[2]: Mein Leben für das Deine (1928), Одетта (1935) и этой.